# 环癸五烯
环癸五烯全称“1,3,5,7,9-环癸五烯”，是环辛烷的完全不饱和衍生物，化学式C
10H
10。属于环状多烯烃，结构与苯相似。
与苯不同的是，环癸五烯虽然与苯一样是一种轮烯，但它不具芳香性，故不是芳香烃。通常状态下为非平面的澡盆型结构；由于不是平面结构，因此环癸五烯既没有芳香性，也没有反芳香性，也不适用于休克尔规则分析。